# Lussant
Lussant es una comuna francesa situada en el departamento de Charente Marítimo, en la región de Nueva Aquitania.

## Demografía
| 671 | 705 | 710 | 725 | 763 | 831 | 1012 |
| Para los censos de 1962 a 1999 la población legal corresponde a la población sin duplicidades (Fuente: INSEE [Consultar]) |     |     |     |     |     |      |